# Dermacentor asper
Dermacentor asper är en fästingart som beskrevs av Joseph Charles Arthur 1960. Dermacentor asper ingår i släktet Dermacentor och familjen hårda fästingar. Inga underarter finns listade i Catalogue of Life.